# ATP Tour World Championships 1998 - Doppio
Il doppio dell'ATP Tour World Championships 1998 è stato un torneo di tennis facente parte dell'ATP Tour.
Rick Leach e Jonathan Stark erano i detentori del titolo, ma non si sono qualificati perché nel 1998 non hanno giocato insieme.

Stark non si è qualificato col suo partner, mentre Leach ha giocato con Ellis Ferreira e si qualificato, ma non ha superato il round robin.
Jacco Eltingh e Paul Haarhuis hanno battuto in finale 6–4, 6–2, 7–5, Mark Knowles e Daniel Nestor.

## Teste di serie
1. Jacco Eltingh /  Paul Haarhuis (campioni)
2. Mahesh Bhupathi /  Leander Paes (round robin, ritiro per infortunio di Paes)
3. Todd Woodbridge /  Mark Woodforde (round robin)
4. Mark Knowles /  Daniel Nestor (finale)
5. Ellis Ferreira /  Rick Leach (round robin)

1. Sandon Stolle /  Cyril Suk (round robin)
2. Olivier Delaître /  Fabrice Santoro (semifinali)
3. Donald Johnson /  Francisco Montana (semifinali)
4. Joshua Eagle /  Andrew Florent (round robin)

## Tabellone

### Legenda
| - Q = Qualificato - WC = Wild card - LL = Lucky loser | - ALT = Alternate - SE = Special Exempt - PR = Protected Ranking | - w/o = Walkover - r = Ritirato - d = Squalificato |

### Finale
|  | Semifinali | Semifinali                       | Semifinali                       | Semifinali                       | Semifinali                       | Semifinali | Semifinali |  |  | Finale                      | Finale                      | Finale                      | Finale                      | Finale | Finale | Finale |  |
|  |            |                                  |                                  |                                  |                                  |            |            |  |  |                             |                             |                             |                             |        |        |        |  |
|  | 1          | Jacco Eltingh Paul Haarhuis      | Jacco Eltingh Paul Haarhuis      | Jacco Eltingh Paul Haarhuis      | Jacco Eltingh Paul Haarhuis      | 7          | 6          |  |  |                             |                             |                             |                             |        |        |        |  |
|  | 8          | Donald Johnson Francisco Montana | Donald Johnson Francisco Montana | Donald Johnson Francisco Montana | Donald Johnson Francisco Montana | 6(1)       | 4          |  |  | Jacco Eltingh Paul Haarhuis | Jacco Eltingh Paul Haarhuis | Jacco Eltingh Paul Haarhuis | Jacco Eltingh Paul Haarhuis | 6      | 6      | 7      |  |
|  | 4          | Mark Knowles Daniel Nestor       | Mark Knowles Daniel Nestor       | Mark Knowles Daniel Nestor       | 4                                | 6          | 7          |  |  | Mark Knowles Daniel Nestor  | Mark Knowles Daniel Nestor  | Mark Knowles Daniel Nestor  | Mark Knowles Daniel Nestor  | 4      | 2      | 5      |  |
|  | 7          | Olivier Delaître Fabrice Santoro | Olivier Delaître Fabrice Santoro | Olivier Delaître Fabrice Santoro | 6                                | 4          | 5          |  |  |                             |                             |                             |                             |        |        |        |  |

### Gruppo Verde
|   |                                  | Eltingh Haarhuis | Woodbridge Woodforde | Ferreira Leach      | Delaître Santoro    | RR V–P | Set V–P | Game V–P | Posizione |
| 1 | Jacco Eltingh Paul Haarhuis      |                  | 7–6(3), 6–4          | 6–4, 6–4            | 4–6, 7–5, 7–5       | 3–0    | 6–1     | 43–34    | 1         |
| 3 | Todd Woodbridge Mark Woodforde   | 6(3)–7, 4–6      |                      | 6(3)–7, 3–6         | 7–6(1), 3–6, 4–6    | 0–3    | 1–6     | 33–44    | 4         |
| 5 | Ellis Ferreira Rick Leach        | 4–6, 4–6         | 7–6(3), 6–3          |                     | 6(1)–7, 6–4, 6(3)–7 | 1–2    | 3–4     | 39–39    | 3         |
| 7 | Olivier Delaître Fabrice Santoro | 6–4, 5–7, 5–7    | 6(1)–7, 6–3, 6–4     | 7–6(1), 4–6, 7–6(3) |                     | 2–1    | 5–4     | 52–50    | 2         |

La classifica viene stilata in base ai seguenti criteri: 1) Numero di vittorie; 2) Numero di partite giocate; 3) Scontri diretti (in caso di due giocatori pari merito ); 4) Percentuale di set vinti o di games vinti (in caso di tre giocatori pari merito ); 5) Decisione della commissione.

### Gruppo Oro
|     |                                                          | Bhupathi Paes Eagle Florent           | Knowles Nestor                   | Stolle Suk                         | Johnson Montana                       | RR V–P  | Set V–P | Game V–P   | Posizione |
| 2 9 | Mahesh Bhupathi Leander Paes Joshua Eagle Andrew Florent |                                       | 7–6(5), 6–0 (w/ Eagle / Florent) | 6–4, 3–6, 4–6 (w/ Bhupathi / Paes) | 6–3, 4–6, 6(4)–7 (w/ Bhupathi / Paes) | 0–2 1–0 | 2–4 2–0 | 29–32 13–6 | 5 4       |
| 4   | Mark Knowles Daniel Nestor                               | 6(5)–7, 0–6 (w/ Eagle / Florent)      |                                  | 2–6, 6–4, 6–2                      | 6–3, 6–2                              | 2–1     | 4–3     | 32–30      | 1         |
| 6   | Sandon Stolle Cyril Suk                                  | 4–6, 6–3, 6–4 (w/ Bhupathi / Paes)    | 6–2, 4–6, 2–6                    |                                    | 7–6(6), 6(5)–7, 6(4)–7                | 1–2     | 4–5     | 47–47      | 3         |
| 8   | Donald Johnson Francisco Montana                         | 3–6, 6–4, 7–6(4) (w/ Bhupathi / Paes) | 3–6, 2–6                         | 6(6)–7, 7–6(5), 7–6(4)             |                                       | 2–1     | 4–4     | 41–47      | 2         |

La classifica viene stilata in base ai seguenti criteri: 1) Numero di vittorie; 2) Numero di partite giocate; 3) Scontri diretti (in caso di due giocatori pari merito ); 4) Percentuale di set vinti o di games vinti (in caso di tre giocatori pari merito ); 5) Decisione della commissione.